# Dubbo
Dubbo è una città dell'Australia situata nel Nuovo Galles del Sud. Si trova a circa 400 km a nord-ovest da Sydney ed è il centro amministrativo della LGA della Città di Dubbo.